# Pterorthochaetes cribricollis
Pterorthochaetes cribricollis là một loài bọ cánh cứng trong họ Hybosoridae. Loài này được Gestro miêu tả khoa học năm 1899.